# Trofeo Birra Moretti
El Trofeo Birra Moretti fue un torneo de verano que se disputaba en Italia. Comenzó a jugarse en 1997. Las primeras tres ediciones tuvieron lugar en Udine, las siguientes cinco en Bari y las últimas cuatro en Nápoles.

## Curiosidades
- El Internazionale participó en todas las ediciones excepto la de 2008.
- La Juventus participó en todas las ediciones excepto la de 1999.
- El Chelsea es el único equipo no italiano en participar, lo hizo en el 2002.
- La Juventus es el equipo que más trofeos ha conseguido, 6 títulos.
- El Bari participó sólo una vez aunque el torneo se organizó 5 veces en esa ciudad.

## Campeones
| Temporada | Campeón              | Segundo              | Tercero              | Mejor Jugador                    |
| --------- | -------------------- | -------------------- | -------------------- | -------------------------------- |
| 1997      | Juventus F. C.       | F. C. Internazionale | Udinese Calcio       | Márcio Amoroso (Udinese)         |
| 1998      | Udinese Calcio       | Juventus F. C.       | F. C. Internazionale | Roberto Baggio (Internazionale)  |
| 1999      | Parma A. C.          | F. C. Internazionale | Udinese Calcio       | Christian Vieri (Internazionale  |
| 2000      | F. C. Internazionale | Juventus F. C.       | A. S. Bari           | Antonio Cassano (Bari)           |
| 2001      | F. C. Internazionale | Juventus F. C.       | S. S. Lazio          | Christian Vieri (Internazionale) |
| 2002      | Juventus F. C.       | F. C. Internazionale | Chelsea F. C.        | Christian Vieri (Internazionale) |
| 2003      | Juventus F. C.       | U. C. Sampdoria      | F. C. Internazionale | Marco Di Vaio (Juventus)         |
| 2004      | Juventus F. C.       | U. S. Palermo        | F. C. Internazionale | David Trezeguet (Juventus)       |
| 2005      | S. S. C. Napoli      | Juventus F. C.       | F. C. Internazionale | Inácio Piá (Napoli)              |
| 2006      | Juventus F. C.       | S. S. C. Napoli      | F. C. Internazionale | Roberto De Zerbi (Napoli)        |
| 2007      | F. C. Internazionale | Juventus F. C.       | S. S. C. Napoli      | David Suazo (Internazionale)     |
| 2008      | Juventus F. C.       | A. C. Milan          | S. S. C. Napoli      | Pavel Nedvěd (Juventus)          |

### Títulos por equipo
| Equipo               | Títulos | Años Campeón                        |
| -------------------- | ------- | ----------------------------------- |
| Juventus F. C.       | 6       | 1997, 2002, 2003, 2004, 2006, 2008. |
| F. C. Internazionale | 3       | 2000, 2001, 2007.                   |
| S. S. C. Napoli      | 1       | 2005.                               |
| Udinese Calcio       | 1       | 1998.                               |
| Parma A. C.          | 1       | 1999.                               |

## Estadísticas por edición

### 1997
Participantes: Udinese, Internazionale, Juventus (Stadio Friuli di Udine).
| Local                   | Resultado    | Visitante      | Goles           |
| ----------------------- | ------------ | -------------- | --------------- |
| Udinese                 | 1–1 (4:5 p.) | Internazionale | Bierhoff – Ganz |
| Udinese                 | 0–0 (3:4 p.) | Juventus       | -               |
| Juventus                | 0–0 (4:3 p.) | Internazionale | -               |
| Campeón: Juventus F. C. |              |                |                 |

- Mejor Jugador:  Márcio Amoroso (Udinese)

### 1998
Participantes: Udinese, Internazionale, Juventus (Stadio Friuli di Udine)
| Local                   | Resultado   | Visitante      | Goles                                              |
| ----------------------- | ----------- | -------------- | -------------------------------------------------- |
| Udinese                 | 1–0         | Internazionale | Calori                                             |
| Udinese                 | 4–3         | Juventus       | Sosa, Amoroso x3 – Tacchinardi, Del Piero, Inzaghi |
| Internazionale          | 0–0 (0:2 p. | Juventus       | -                                                  |
| Campeón: Udinese Calcio |             |                |                                                    |

- Mejor Jugador:  Roberto Baggio (Internazionale)

### 1999
Participantes: Udinese, Parma, Internazionale (Stadio Friuli di Udine)
| Local                | Resultado    | Visitante      | Goles             |
| -------------------- | ------------ | -------------- | ----------------- |
| Udinese              | 0–0 (8:9 p.) | Parma          | -                 |
| Udinese              | 1–1 (5:6 p.) | Internazionale | Margiotta – Vieri |
| Parma                | 1–0          | Internazionale | Di Vaio           |
| Campeón: Parma A. C. |              |                |                   |

- Mejor jugador:  Christian Vieri (Internazionale)

### 2000
Participantes: Juventus, Internazionale, Bari (Stadio San Nicola)
| Local                         | Resultado    | Visitante      | Goles              |
| ----------------------------- | ------------ | -------------- | ------------------ |
| Juventus                      | 1–1 (3:2 p.) | Internazionale | Maresca – Domoraud |
| Bari                          | 0–1          | Juventus       | Pericard           |
| Internazionale                | 1–0          | Bari           | Zamorano           |
| Campeón: F. C. Internazionale |              |                |                    |

- Mejor jugador:  Antonio Cassano (Bari)

### 2001
Participantes: Internazionale, Lazio, Juventus (Stadio San Nicola)
| Local                         | Resultado    | Visitante | Goles            |
| ----------------------------- | ------------ | --------- | ---------------- |
| Internazionale                | 3–0          | Lazio     | Kallon, Vieri x2 |
| Lazio                         | 0–0 (1:0 p.) | Juventus  | -                |
| Internazionale                | 1–0          | Juventus  | Vieri            |
| Campeón: F. C. Internazionale |              |           |                  |

- Mejor jugador:  Christian Vieri (Internazionale)

### 2002
Participantes: Internazionale, Chelsea, Juventus (Stadio San Nicola)
| Local                   | Resultado    | Visitante      | Goles                           |
| ----------------------- | ------------ | -------------- | ------------------------------- |
| Juventus                | 0–0 (2:0 p.) | Chelsea        | -                               |
| Internazionale          | 3–0          | Chelsea        | Kallon x2, Vieri                |
| Juventus                | 2–2 (4:3 p.) | Internazionale | Zalayeta, Salas – Vieri, Recoba |
| Campeón: Juventus F. C. |              |                |                                 |

- Mejor jugador:  Christian Vieri (Internazionale)

### 2003
Participantes: Internazionale, Juventus, Sampdoria (Stadio San Nicola)
| Local                   | Resultado    | Visitante | Goles                        |
| ----------------------- | ------------ | --------- | ---------------------------- |
| Internazionale          | 1–2          | Juventus  | Crespo – Camoranesi, Di Vaio |
| Internazionale          | 1–1 (1:2 p.) | Sampdoria | Martins – Bazzani            |
| Juventus                | 1–1 (5:4 p.) | Sampdoria | Di Vaio – Pedone             |
| Campeón: Juventus F. C. |              |           |                              |

- Mejor jugador:  Marco Di Vaio (Juventus)

### 2004
Participantes: Juventus, Internazionale, Palermo (Stadio San Nicola)
| Local                  | Resultado    | Visitante      | Goles                   |
| ---------------------- | ------------ | -------------- | ----------------------- |
| Juventus               | 1–0          | Internazionale | Trezeguet               |
| Palermo                | 2–1          | Internazionale | Morrone, Toni – Ventola |
| Palermo                | 0–0 (1:2 p.) | Juventus       | -                       |
| Campeón Juventus F. C. |              |                |                         |

- Mejor jugador:  David Trezeguet (Juventus)

### 2005
Participantes: Napoli, Juventus, Internazionale (Stadio San Paolo)
| Local                    | Resultado    | Visitante      | Goles                    |
| ------------------------ | ------------ | -------------- | ------------------------ |
| Juventus                 | 2–0          | Internazionale | Ibrahimović x2           |
| Napoli                   | 2–1          | Internazionale | Bogliacino, Piá – Recoba |
| Napoli                   | 1–1 (3:1 p.) | Juventus       | Sosa (p.) – Zalayeta     |
| Campeón: S. S. C. Napoli |              |                |                          |

- Mejor jugador:  Inácio Piá (Napoli)

### 2006
Participantes: Napoli, Juventus, Internazionale (Stadio San Paolo)
| Local                   | Resultado    | Visitante      | Goles    |
| ----------------------- | ------------ | -------------- | -------- |
| Juventus                | 1–0          | Internazionale | Zalayeta |
| Napoli                  | 1–0          | Internazionale | Calaiò   |
| Napoli                  | 0–0 (0:1 p.) | Juventus       | -        |
| Campeón: Juventus F. C. |              |                |          |

- Mejor jugador:  Roberto De Zerbi (Napoli)

### 2007
Participantes: Napoli, Juventus, Internazionale (Stadio San Paolo)
| Local                         | Resultado | Visitante      | Goles            |
| ----------------------------- | --------- | -------------- | ---------------- |
| Napoli                        | 0–1       | Juventus       | Del Piero        |
| Napoli                        | 0–2       | Internazionale | Stanković, Suazo |
| Juventus                      | 0–1       | Internazionale | César            |
| Campeón: F. C. Internazionale |           |                |                  |

- Mejor jugador:  David Suazo (Internazionale)

### 2008
Participantes: Napoli, Juventus, Milan (Stadio San Paolo)
| Local                   | Resultado    | Visitante | Goles    |
| ----------------------- | ------------ | --------- | -------- |
| Napoli                  | 0–0 (4:5 p.) | Juventus  | -        |
| Napoli                  | 0–1          | Milan     | Paloschi |
| Juventus                | 0–0 (5:4 p.) | Milan     | -        |
| Campeón: Juventus F. C. |              |           |          |

- Mejor jugador:  Pavel Nedvěd (Juventus)

- Datos: Q2254825